# بندر سی‌نیز
سینیز یا شینیز بندری باستانی در بخش امام حسن کنونی واقع در شهرستان دیلم استان بوشهر بوده‌است که در ناحیه شمالی استان بوشهر میانه دو بندر مهروبان و جنابه (گناوه) قرار داشته و صنعت پارچه‌بافی آن شهرتی جهانی داشته، متون ادبی از بزرگان سینیز به‌خوبی یاد کرده‌اند.
بندر سینیر به همراه غربی‌ترین بندر استان بوشهر یعنی بندر «مهروبان» (بندر دیلم کنونی) و تا شرقی‌ترین بندر یعنی بندرهای سیراف و نای‌بند، همه بندرهای باستانی قدیمی و استراتیژیک استان بوشهرند. بنادر مهروبان وسینیز از منضمات ریشهر باستانی یا ریو اردشیر کهن بوده‌اند.

## بررسی باستانشناسی
سینیز یکی از محوطه‌های تاریخی – باستانی روستای عامری (لیراوی) است، تل و تپه‌های به جا مانده از شهر تاریخی سینیز در میانه روستاهای حصار، گاودار، بنه‌احمدون و بندر امام حسن می‌باشد.
در دوره ساسانیان سینیز در جایگاهی بلند از علم و فرهنگ و تمدن قرار داشت به طوری که دارای یک مرکز علمی (دانشگاه) و کتابخانه‌ای بزرگ بود.
از نظر وضعیت دریایی، کشاورزی و صنعتی نیز سی‌نیز دارای رونق فراوان بوده‌است. پنبه مصری از عمده‌ترین واردات این بندر بوده و کشت کتان و کارگاه‌های بافندگی و روغن چراغ از جمله کالاهای پررونق آن بوده‌است.
تجارت دریایی بندر سینیز با نقاط جهان از جمله: روم، مصر، هند، بصره و چین صورت می‌گرفته‌است.
آب‌انبار قدیمی شهر تاریخی سینیز از آثار مشهور آن است.

## بررسی تاریخی
دربارهٔ تاریخ سینیز و مطالب مرتبط با آن در منابع تاریخی متعدد نگاشته شده‌است. در حدود العالم من المشرق الی المغرب مؤلف ناشناسی می‌نویسد: «شینیز یا سینیز شهری است بر کران دریا، با نعمتهای بسیار و هوای درست و همه جامه‌های سینیزی از آنجا برند».
در دورانهای مختلف تاریخی سینیز نیز همچون دیگر نقاط ایران دستخوش تغییرات فراوان گردیده و حاکمان فراوانی در آنجا حکمرانی نموده‌اند. بندر سینیز هرکز شوکت دیرینه خود را از دست نداد و در مقابل هجوم قرمطیان ایستادگی کرد

## اخبار تاریخی
ابن حوقل در سال ۳۵۰ قمری از یک مرکز علمی (دانشگاه و کتابخانه بزرگ در سینیز (شینیز) در نواحی ارجان مربوط به قبل از اسلام خبر داده است؛ و استخری نیز در ناحیه شاپور از تصویر تمام شاهان و بزرگانی که بین ایرانیان معروف هستند و نقش تمامی محافظان آتش و موبدان بزرگ و دیگران بر کوه رسم خبر داده است. تصویر آنان در طومارها ثبت گردیده، این طومارها را کسانی که در نقطه ای از ارجان معروف به (قلعه شینیز) زندگی می‌کنند نگهداری می‌نمایند.

## موقعیت جغرافیایی
تل و تپه‌های بجا مانده از شهر تاریخی سینیز در بندر امام حسن و حومه (حصار، گاودار و بنه‌احمدون) است. محل بندر تاریخی سینیز بعد از مهروبان و در کنار خلیج فارس است که بقایای آن در محل بندر دیلم کنونی است (جی لسترنج جغرافیای تاریخی سرزمینهای خلافت شرقی). سینیز بعد از مهروبان و بندر دیلم، واقع است که اکنون قریه حصار نامیده می‌شود. خوری به نام خور امام حسن در اینجا هست که موقعیت بندری سینیز را از بندردیلم بهتر نموده است (سلطانعلی سلطانی، سمینار خلیج فارس ۱۳۴۳). چون از بندر امام حسن به سوی گناوه برانیم پس ازطی مسافتی حدود ۲۰ کیلومتر به قریه امام حسن می‌رسیم که امروز یکی از مراکز تأسیسات نفت جنوب است. ارتفاعات تپه مانندی وجود دارد که در دامان آن آثار خرابه‌های سینیز قدیم هویداست. این آثار عبارتند: از اطلال آکنده از سنگ و ملاط گچ و سنگهای دریایی و حصارهای خانه‌ها و آب انبارها و چاه‌ها و آبریزها و … از خرابه‌های این شهر کوزه‌هایی یافته‌اند که آن تخم گیاه ذخیره شده و در دل خاک مانده است … (احمداقتداری محقق فعال دو دهه چهل و پنجاه).
شرکت نفت فلات قاره بهرگان هم‌اکنون در محل شهرتاریخی سینیز واقع شده‌است.

## وجه تسمیه
در مورد نام سینیز روایت چندان معتبری در دست نیست اما چنان‌که در بیان مردم قدیم منطقه امام حسن و سینیز رایج است نام سینیز در اصل شینیز بوده و شینزی شکل شکسته و تغییریافته شاه‌ناز می‌باشد؛ که در لهجه محلی به شی‌ناز خوانده می‌شده که حاکم این منطقه بوده تا اینکه سادات امام حسنی به این منطقه آمده‌اند و آنجا سکونت گزیده‌اند و به نام جد خود امام حسن شهرت داده‌اند. (کتاب هفت شهر دیلم و لیراوی نوشته: علیرضا خلیفه زاده)

## بزرگان سینیز
معلی بزاز سینیزی یکی از برزگان سینیز و پسر دانشمند و صاحب نامش «علی‌بن معلی بزاز سینیزی» که معروف به محدث سینیزی یا علی سینیزی بوده‌است از بزرگان تاریخ سینیزند. دیگر دانشمندی که از سینیز برخاسته «احمدبن عبدالکریم مقری سینیزی» می‌باشد.